# Persone di nome Diego/Calciatori
| Questa pagina contiene informazioni ricavate automaticamente dalle voci biografiche con l'ausilio del template Bio e di un bot. L'aggiornamento è periodico e automatico e ricostruisce completamente la pagina. Se manca una persona in questa lista, sei pregato di non aggiungerla, ma accertati piuttosto che la sua voce biografica contenga il template Bio e che i dati anagrafici siano correttamente compilati. Se il template Bio manca, inseriscilo tu stesso o, in alternativa, metti l'avviso {{tmp\|Bio}} che ne segnala la mancanza. Se i dati riportati sono sbagliati, correggi direttamente la voce biografica; le modifiche saranno visibili in questa lista entro pochi giorni. Per chiarimenti vedi il progetto antroponimi. La lista contiene solo le 269 persone che sono citate nell'enciclopedia e per le quali è stato implementato correttamente il template Bio. Pagina aggiornata al 6 ago 2025. |

Questa è una lista di persone presenti nell'enciclopedia che hanno il nome Diego e sono calciatori.

## A(12)
- Diego Abella, calciatore messicano (Córdoba, n. 1998)
- Diego Abreu, calciatore uruguaiano (Città del Messico, n. 2003)
- Diego Aguirre Parra, calciatore spagnolo (Toledo, n. 1990)
- Martín Alaníz, calciatore uruguaiano (Melo, n. 1993)
- Diego Alende, calciatore spagnolo (Santiago di Compostela, n. 1997)
- Diego Alves, ex calciatore brasiliano (Rio de Janeiro, n. 1985)
- Diego Aravena, calciatore cileno (Pudahuel, n. 1996)
- Diego Arias, ex calciatore colombiano (Dosquebradas, n. 1985)
- Diego Arroyo, calciatore boliviano (Santa Cruz, n. 2005)
- Diego Assis, ex calciatore brasiliano (n. 1987)
- Diego León Ayarza, ex calciatore spagnolo (Palencia, n. 1984)
- Diego Sacoman, calciatore brasiliano (Guarulhos, n. 1986)

## B(13)
- Diego Barbosa, calciatore messicano (Guadalajara, n. 1996)
- Diego Barboza, calciatore uruguaiano (Montevideo, n. 1991)
- Diego Barisone, calciatore argentino (Santa Fe, n. 1989 - Coronda, † 2015)
- Diego Barrera, calciatore argentino (Río Tercero, n. 2004)
- Diego Barrios Suárez, ex calciatore paraguaiano (Capitán Bado, n. 1987)
- Diego Becker, calciatore argentino (Los Quirquinchos, n. 1997)
- Diego Bejarano, calciatore boliviano (Santa Cruz de la Sierra, n. 1991)
- Diego Benaglio, ex calciatore svizzero (Zurigo, n. 1983)
- Diego Biseswar, ex calciatore olandese (Amsterdam, n. 1988)
- Diego Bonavina, ex calciatore e dirigente sportivo italiano (Morciano di Romagna, n. 1965)
- Diego Bortoluzzi, ex calciatore e allenatore di calcio italiano (Vittorio Veneto, n. 1966)
- Diego Braghieri, calciatore argentino (Las Parejas, n. 1987)
- Diego Buonanotte, calciatore argentino (Teodelina, n. 1988)

## C(38)
- Diego Martín Caballero, calciatore uruguaiano (Montevideo, n. 1991)
- Diego Caballo, calciatore spagnolo (Salamanca, n. 1994)
- Diego Cabrera, ex calciatore boliviano (Santa Cruz de la Sierra, n. 1982)
- Diego Calcaterra, calciatore argentino (Monte Buey, n. 2001)
- Diego Calderón, ex calciatore ecuadoriano (Quito, n. 1986)
- Diego Calderón Caicedo, calciatore colombiano (Chigorodó, n. 1989)
- Diego Calvo, ex calciatore costaricano (San José, n. 1991)
- Diego Camacho, ex calciatore spagnolo (Madrid, n. 1976)
- Diego Campillo, calciatore messicano (Victoria de Durango, n. 2001)
- Diego Campos, calciatore costaricano (San José, n. 1995)
- Diego Canali, ex calciatore argentino (n. 1988)
- Diego Capel, ex calciatore spagnolo (Albox, n. 1988)
- Diego Cardoso, calciatore brasiliano (Ribeirão Preto, n. 1994)
- Diego Cardozo, calciatore argentino (Granadero Baigorria, n. 1987)
- Diego Carrasco, calciatore cileno (Coquimbo, n. 1995)
- Diego Casas, calciatore uruguaiano (Vichadero, n. 1995)
- Diego Castrillo, calciatore uruguaiano (Los Cerrillos, n. 2003)
- Diego Castro, ex calciatore spagnolo (Pontevedra, n. 1982)
- Diego Catasus, calciatore cubano (Santiago di Cuba, n. 2005)
- Diego Cavalieri, ex calciatore brasiliano (San Paolo, n. 1982)
- Diego Cervantes, ex calciatore messicano (Città del Messico, n. 1984)
- Diego Chará, calciatore colombiano (Valle del Cauca, n. 1986)
- Diego Chávez, calciatore peruviano (Ica, n. 1993)
- Diego Cháves, ex calciatore uruguaiano (Montevideo, n. 1986)
- Diego Churín, calciatore argentino (Arroyo Dulce, n. 1989)
- Diego Chávez Collins, calciatore messicano (Veracruz, n. 1995 - Ciudad Juárez, † 2024)
- Diego Ciccone, ex calciatore svizzero (Winterthur, n. 1987)
- Diego Coelho, calciatore uruguaiano (Montevideo, n. 1995)
- Diego Collado, calciatore spagnolo (Granada, n. 2001)
- Diego Colotto, ex calciatore argentino (Río Cuarto, n. 1981)
- Diego Conde, calciatore spagnolo (Madrid, n. 1998)
- Diego Contento, calciatore tedesco (Monaco di Baviera, n. 1990)
- Diego Coppola, calciatore italiano (Bussolengo, n. 2003)
- Diego Cor, calciatore uruguaiano (Durazno, n. 2000)
- Diego Henrique Costa Barbosa, calciatore brasiliano (Campo Grande, n. 1999)
- Diego Crosa, ex calciatore argentino (Rosario, n. 1976)
- Diego Cuadros, calciatore colombiano (Chigorodó, n. 1996)
- Diego, ex calciatore brasiliano (Campos Altos, n. 1988)

## D(22)
- Diego Barcelos, ex calciatore brasiliano (Porto Alegre, n. 1985)
- Diego Costa, calciatore brasiliano (Lagarto, n. 1988)
- Diego De Ascentis, ex calciatore italiano (Como, n. 1976)
- Diego Demme, calciatore tedesco (Herford, n. 1991)
- Diego Ângelo, ex calciatore brasiliano (Anápolis, n. 1986)
- Diego Renan, calciatore brasiliano (Surubim, n. 1990)
- Diego Diellos, calciatore argentino (San Vicente, n. 1993)
- Diego Dorta, ex calciatore uruguaiano (Montevideo, n. 1971)
- Diego Duarte, calciatore paraguaiano (Asunción, n. 2002)
- Diego Díaz Garrido, ex calciatore spagnolo (Madrid, n. 1968)
- Diego Armando Díaz, calciatore argentino (Los Frentones, n. 2002)
- Diego Medeiros, ex calciatore brasiliano (Lorena, n. 1993)
- Diego Souza, ex calciatore brasiliano (Rio de Janeiro, n. 1985)
- Diego de Souza Gama Silva, ex calciatore brasiliano (San Paolo, n. 1984)
- Diego da Costa Lima, calciatore brasiliano (Duque de Caxias, n. 1988)
- Diego Moreira, calciatore belga (Liegi, n. 2004)
- Diego da Silva Rosa, calciatore brasiliano (Campo Grande, n. 1989)
- Diego de Buen, calciatore messicano (Città del Messico, n. 1991)
- Diego de Souza, ex calciatore uruguaiano (Melo, n. 1984)
- Nicolás de la Cruz, calciatore uruguaiano (Montevideo, n. 1997)
- Diego de la Vega, ex calciatore argentino (Buenos Aires, n. 1979)
- Diego Macedo, ex calciatore brasiliano (Americana, n. 1987)

## E(2)
- Diego Estrada, calciatore costaricano (Alajuela, n. 1989)
- Diego Pituca, calciatore brasiliano (Mogi Guaçu, n. 1992)

## F(14)
- Diego Fabbrini, calciatore italiano (San Giuliano Terme, n. 1990)
- Diego Fagúndez, calciatore uruguaiano (Montevideo, n. 1995)
- Diego Falcinelli, calciatore italiano (Marsciano, n. 1991)
- Diego Fanin, calciatore italiano (Soave, n. 1925 - † 2009)
- Diego Farias, calciatore brasiliano (Sorocaba, n. 1990)
- Diego Ferraresso, calciatore brasiliano (Serra Negra, n. 1992)
- Diego Ferreira Matheus, calciatore brasiliano (Niterói, n. 1996)
- Diego Ferreira, ex calciatore uruguaiano (Montevideo, n. 1985)
- Diego Ficarra, ex calciatore italiano (Vevey, n. 1969)
- Diego Figueredo, calciatore paraguaiano (Asunción, n. 1982)
- Diego Florentín, calciatore paraguaiano
- Diego Florettini, calciatore italiano (Cervarese Santa Croce, n. 1924 - † 2014)
- Diego Fuser, ex calciatore italiano (Venaria Reale, n. 1968)
- Diego Galo, ex calciatore brasiliano (Diadema, n. 1984)

## G(24)
- Diego Coca, calciatore salvadoregno (San Salvador, n. 1994)
- Diego Máximo, ex calciatore brasiliano (n. 1986)
- Diego García, calciatore argentino (Buenos Aires, n. 1907)
- Diego García Campos, calciatore spagnolo (Madrid, n. 2000)
- Diego García, calciatore uruguaiano (Salto, n. 1996)
- Diego Gaúcho, ex calciatore brasiliano (Porto Alegre, n. 1981)
- Diego Gavilán, ex calciatore paraguaiano (Asunción, n. 1980)
- Diego Giannattasio, calciatore e allenatore di calcio italiano (Teramo, n. 1945 - Matera, † 2023)
- Diego Godín, ex calciatore uruguaiano (Rosario, n. 1986)
- Diego Gómez, ex calciatore colombiano (Cali, n. 1972)
- Diego González Polanco, calciatore spagnolo (Chiclana de la Frontera, n. 1995)
- Diego González Cabanes, calciatore spagnolo (Villarreal, n. 1999)
- Diego González, calciatore argentino (Lomas de Zamora, n. 1988)
- Diego Gonçalves, calciatore brasiliano (Guarujá, n. 1994)
- Diego Guastavino, calciatore uruguaiano (Montevideo, n. 1984)
- Diego Guidi, ex calciatore argentino (Villa Ramallo, n. 1981)
- Diego Gurri, calciatore uruguaiano (Montevideo, n. 1993)
- Diego Gutiérrez Zuñiga, calciatore canadese (Greenfield Park, n. 1997)
- Diego Gutiérrez, ex calciatore colombiano (Bogotà, n. 1972)
- Diego Alexander Gómez Amarilla, calciatore paraguaiano (Asunción, n. 2003)
- Diego Steven Gómez, ex calciatore colombiano (Bogotà, n. 1988)
- Diego Esaú Gómez Medina, calciatore messicano (Pabellón de Arteaga, n. 2003)
- Diego Gómez, ex calciatore argentino (Rosario, n. 1984)
- Valentín Gómez, calciatore argentino (San Miguel, n. 2003)

## H(4)
- Diego Herazo, calciatore colombiano (Condoto, n. 1996)
- Diego Herner, ex calciatore argentino (Gualeguaychú, n. 1983)
- Diego Hernández, calciatore uruguaiano (Montevideo, n. 2000)
- Diego Herrera, ex calciatore ecuadoriano (Quito, n. 1969)

## I(1)
- Diego Ifrán, ex calciatore uruguaiano (Cerro Chato, n. 1987)

## J(5)
- Diego Jara Rodrigues, calciatore brasiliano (Corumbá, n. 1995)
- Diego Jardel, calciatore brasiliano (Águas Mornas, n. 1989)
- Diego Jiménez, ex calciatore messicano (Tepatitlán de Morelos, n. 1986)
- Diego Rafael Jiménez, calciatore messicano (Guadalajara, n. 1988)
- Diego Johannesson, ex calciatore spagnolo (Villaviciosa, n. 1993)

## K(1)
- Diego Klimowicz, ex calciatore argentino (Quilmes, n. 1974)

## L(16)
- Diego Centurión, calciatore paraguaiano (Caaguazú, n. 1982)
- Diego Lagos, ex calciatore argentino (Mar del Plata, n. 1986)
- Diego Lainez Leyva, calciatore messicano (Villahermosa, n. 2000)
- Diego Latorre, ex calciatore argentino (Buenos Aires, n. 1969)
- Diego Laxalt, calciatore uruguaiano (Montevideo, n. 1993)
- Diego León, calciatore paraguaiano (Yguazú, n. 2007)
- Diego Llorente, calciatore spagnolo (Madrid, n. 1993)
- Diego López, ex calciatore spagnolo (Paradela, n. 1981)
- Diego Lorenzi, ex calciatore brasiliano (Xanxerê, n. 1990)
- Augusto Lotti, calciatore argentino (Salto, n. 1996)
- Diego Lozano, calciatore spagnolo (Montijo, n. 1924 - Mérida, † 2011)
- Diego Lugano, ex calciatore uruguaiano (Canelones, n. 1980)
- Diego Luna, calciatore venezuelano (Ciudad Bolívar, n. 2000)
- Diego Luna, calciatore statunitense (Sunnyvale, n. 2003)
- Diego López, calciatore spagnolo (Turón, n. 2002)
- Diego López, calciatore argentino (San Salvador de Jujuy, n. 1992)

## M(24)
- Diego Tardelli, ex calciatore brasiliano (Santa Bárbara d'Oeste, n. 1985)
- Diego Eli, calciatore brasiliano (Santo Antônio da Platina, n. 1988)
- Diego Maurício, calciatore brasiliano (Rio de Janeiro, n. 1991)
- Diego Madrigal, calciatore costaricano (San José, n. 1989)
- Diego Maínz, ex calciatore spagnolo (Madrid, n. 1982)
- Diego Malisan, ex calciatore italiano (Torviscosa, n. 1950)
- Diego Manicero, calciatore argentino (Villa del Rosario, n. 1985)
- Diego Armando Maradona, calciatore, allenatore di calcio e dirigente sportivo argentino (Lanús, n. 1960 - Tigre, † 2020)
- Diego Mariño, calciatore spagnolo (Vigo, n. 1990)
- Diego Alfonso Martínez, ex calciatore messicano (Città del Messico, n. 1981)
- Diego Martiñones, ex calciatore uruguaiano (Montevideo, n. 1985)
- Diego Hermes Martínez, calciatore argentino (Buenos Aires, n. 1992)
- Diego Mateo, ex calciatore argentino (Roldán, n. 1978)
- Diego Mayora, calciatore peruviano (Pucallpa, n. 1992)
- Diego Medina, calciatore boliviano (Santa Cruz de la Sierra, n. 2002)
- Diego Medina, calciatore messicano (Torreón, n. 2001)
- Agustín Medina, calciatore argentino (San Nicolás de los Arroyos, n. 2006)
- Diego Armando Mejía, ex calciatore salvadoregno (n. 1982)
- Diego Mendoza, ex calciatore argentino (Madariaga, n. 1992)
- Diego Menghi, ex calciatore argentino (Justiniano Posse, n. 1985)
- Diego Mercado, calciatore argentino (Buenos Aires, n. 1997)
- Diego Alberto Morales, calciatore argentino (Villa María, n. 1986)
- Diego Moreno, calciatore spagnolo (Cintruénigo, n. 2001)
- Diego Moreno, calciatore colombiano (Apartadó, n. 1996)

## N(5)
- Diego Nadaya, ex calciatore argentino (Cordoba, n. 1989)
- Diego Nicolaievsky, calciatore argentino (Buenos Aires, n. 1993)
- Diego Novaretti, ex calciatore argentino (La Palestina, n. 1985)
- Diego Núñez, calciatore uruguaiano (Montevideo, n. 2002)
- Diego Núñez, calciatore argentino (Argüello, n. 1990)

## O(7)
- Diego Olate, calciatore cileno (Goya, n. 1987)
- Diego Rodrigues, calciatore portoghese (Guimarães, n. 2005)
- Diego Orejuela, calciatore spagnolo (La Luisiana, n. 1962 - Barcellona, † 2024)
- Ulises Ortegoza, calciatore argentino (San Nicolás de los Arroyos, n. 1997)
- Diego Osorio, ex calciatore colombiano (n. 1970)
- Diego Osío, calciatore venezuelano (Valencia, n. 1997)
- Diego Oyarzún, calciatore cileno (Santiago, n. 1993)

## P(10)
- Diego Palacios, calciatore ecuadoriano (Guayaquil, n. 1999)
- Diego Pellegrini, ex calciatore italiano (Latina, n. 1970)
- Diego Penny, calciatore peruviano (Lima, n. 1984)
- Diego Peralta, calciatore italiano (Livorno, n. 1996)
- Diego Perotti, calciatore argentino (Moreno, n. 1988)
- Diego Pineda, calciatore messicano (San Luis Potosí, n. 1995)
- Diego Polenta, ex calciatore uruguaiano (Montevideo, n. 1992)
- Diego Porfírio, calciatore brasiliano (Pindamonhangaba, n. 1999)
- Diego Pozo, ex calciatore argentino (Mendoza, n. 1978)
- Diego Páez, calciatore colombiano (Bogotà, n. 2000)

## Q(2)
- Diego Oliveira De Queiroz, ex calciatore brasiliano (Curitiba, n. 1990)
- Diego Quintana, ex calciatore argentino (Rosario, n. 1978)

## R(27)
- Diego Ribas da Cunha, ex calciatore brasiliano (Ribeirão Preto, n. 1985)
- Diego Raimondi, ex calciatore e allenatore di calcio argentino (Buenos Aires, n. 1977)
- Diego Reyes, calciatore messicano (Città del Messico, n. 1992)
- Diego Reyes Sandoval, calciatore honduregno (Tocoa, n. 1990)
- Diego Rico, calciatore spagnolo (Burgos, n. 1993)
- Diego Rigonato, ex calciatore brasiliano (Americana, n. 1988)
- Diego Riolfo, ex calciatore uruguaiano (Montevideo, n. 1990)
- Diego Rivarola, ex calciatore argentino (Mendoza, n. 1976)
- Diego Rivas, ex calciatore spagnolo (Ciudad Real, n. 1980)
- Diego Rivero, ex calciatore argentino (Puerto Esperanza, n. 1981)
- Dieguinho, calciatore brasiliano (Bebedouro, n. 1992)
- Diego Rodríguez, calciatore honduregno (Tegucigalpa, n. 1995)
- Diego Rodríguez Cano, calciatore uruguaiano (Montevideo, n. 1988 - Montevideo, † 2010)
- Valentín Rodríguez, calciatore uruguaiano (Montevideo, n. 2001)
- Diego Martín Rodríguez, calciatore uruguaiano (Montevideo, n. 1989)
- Diego Matías Rodríguez, calciatore argentino (Buenos Aires, n. 1989)
- Diego Rojas, calciatore cileno (Antofagasta, n. 1995)
- Martín Rolle, ex calciatore argentino (Rosario, n. 1985)
- Diego Rolán, calciatore uruguaiano (Montevideo, n. 1993)
- Diego Romano, calciatore argentino (Buenos Aires, n. 1980)
- Diego Romero, calciatore peruviano (Chiclayo, n. 2001)
- Diego Romero Lanz, calciatore uruguaiano (Florida, n. 2000)
- Diego Rosa, calciatore uruguaiano (Montevideo, n. 1998)
- Diego Rosende, ex calciatore cileno (Santiago, n. 1986)
- Diego Rossi, calciatore uruguaiano (Montevideo, n. 1998)
- Diego Rubio, calciatore cileno (Santiago del Cile, n. 1993)
- Diego Ruiz, ex calciatore argentino (San Miguel de Tucumán, n. 1980)

## S(16)
- Diego Carlos, calciatore brasiliano (Barra Bonita, n. 1993)
- Diego Santos Oliveira, ex calciatore brasiliano (Camacan, n. 1987)
- Diego Gabriel Silva Rosa, calciatore brasiliano (Salvador, n. 2002)
- Diego Salgado Costa de Menezes, ex calciatore brasiliano (São Gonçalo, n. 1982)
- Biro Biro, ex calciatore brasiliano (Queimados, n. 1994)
- Diego Scotti, ex calciatore uruguaiano (Montevideo, n. 1977)
- Diego Seoane Pérez, ex calciatore spagnolo (Ourense, n. 1988)
- Diego Sevillano, calciatore argentino (Tunuyán, n. 1991)
- Diego Emiliano Silva, ex calciatore uruguaiano (Montevideo, n. 1987)
- Diego Pelicles da Silva, ex calciatore brasiliano (Natal, n. 1982)
- Nahuel Soria, calciatore uruguaiano (Montevideo, n. 2002)
- Diego Sosa, calciatore argentino (n. 1997)
- Diego Sosa, calciatore argentino (Tandil, n. 1991)
- Diego Soñora, ex calciatore argentino (San Justo, n. 1969)
- Diego Sánchez Carvajal, calciatore cileno (Santiago del Cile, n. 1987)
- Diego Sánchez Pérez, calciatore spagnolo (Avilés, n. 2003)

## T(6)
- Diego Loureiro, calciatore brasiliano (Rio de Janeiro, n. 1998)
- Diego Tarzia, calciatore argentino (Buenos Aires, n. 2003)
- Diego Tonetto, calciatore argentino (Guaymallén, n. 1988)
- Diego Fabián Torres, calciatore argentino (Villa Nueva, n. 1990)
- Diego Tristán, ex calciatore spagnolo (La Algaba, n. 1976)
- Diego Tur, ex calciatore danese (Copenaghen, n. 1971)

## V(17)
- Diego Pampín, calciatore spagnolo (Oleiros, n. 2000)
- Diego Valdés, calciatore cileno (Santiago del Cile, n. 1994)
- Diego Valdez, calciatore paraguaiano (Asunción, n. 1993)
- Diego Valencia, calciatore cileno (Viña del Mar, n. 2000)
- Diego Vallejos, calciatore cileno (Colbún, n. 1990)
- Diego Valoyes, calciatore colombiano (Cartagena de Indias, n. 1996)
- Gonzalo Vega, calciatore uruguaiano (Montevideo, n. 1992)
- Diego Vela, calciatore spagnolo (La Coruña, n. 1991)
- Diego Vera, calciatore uruguaiano (Montevideo, n. 1985)
- Diego Viana, ex calciatore brasiliano (Feliz, n. 1983)
- Diego Vicente, calciatore uruguaiano (Montevideo, n. 1998)
- Diego Viera, calciatore uruguaiano (Montevideo, n. 1994)
- Diego Viera, calciatore paraguaiano (Asunción, n. 1991)
- Diego Villar, ex calciatore argentino (Mar del Plata, n. 1981)
- Diego Virrueta, calciatore peruviano (Cusco, n. 1992)
- Diego Vásquez, calciatore argentino (Santiago del Estero, n. 2000)
- Diego van Oorschot, calciatore olandese (Almelo, n. 2005)

## W(1)
- Diego Wayar, calciatore boliviano (Tarija, n. 1993)

## Z(1)
- Diego Zabala, calciatore uruguaiano (Montevideo, n. 1991)

## Ž(1)
- Diego Živulić, calciatore croato (Fiume, n. 1992)